# Abu-Uthman Saïd ibn al-Hàkam al-Quraixí
Abu-Uthman Saïd ibn al-Hàkam al-Quraixí (àrab: أبو عثمان سعيد بن الحكم القرشي, Abū ʿUṯmān Saʿīd b. al-Ḥakam al-Quraxī) (Tavira, Gharb al-Àndalus, 1204 - Madínat Manurqa, 1282) fou almoixerif (múixrif) i arrais de Manurqa (1234-1282), home il·lustrat, coneixedor de la llei islàmica i la medicina, filòleg, gramàtic i poeta. Creà una important cort literària, exercí de mecenes i fou un notable bibliòfil.

## Primers anys
Saïd ibn al-Hàkam va néixer a Tavira, al Gharb al-Àndalus (l'actual Algarve portuguès) i va estudiar a Ixbíliya (Sevilla), on participà en reunions poètiques. Posteriorment es traslladà a les ciutats de Bugia i Tunis, on serví de secretari dels emirs almohades.

## Almoixerif de Manurqa
Quan va tornar a l'Àndalus, el poder almohade es trobava molt deteriorat, per la qual cosa passà a la cort del valí de Mayurqa, que el 1227 el designà almoixerif de Manurqa amb la funció de recollir i administrar els imposts i manar l'exèrcit. Mentre exercia aquest càrrec es produí la Conquesta de Mallorca, el 1229.
El 1231, dominada pràcticament la resistència dels musulmans de Mayurqa, participava en la signatura del Tractat de Capdepera, pel qual Manurqa se sotmetia a la sobirania de Jaume I. La historiografia àrab li n'atribueix l'autoria intel·lectual.

## Arrais de Manurqa
El juliol de 1234, Saïd ibn al-Hàkam pren el poder mitjançant un cop d'estat contra el cadi Abu-Abd-Al·lah Muhàmmad ibn Àhmad ibn Hixam i passa a governar l'illa amb el títol d'arrais de Manurqa.
El seu govern es caracteritzà pel compliment del tractat de Capdepera, per l'articulació d'un sistema estatal burocràtic i militar, per atreure a la seva cort els més importants intel·lectuals musulmans i per la rigidesa moral que, per exemple, li feia executar les persones que bevien alcohol.
El petit regne menorquí es veié afectat per la pèrdua progressiva dels territoris musulmans i, a partir de 1266, amb la definitiva conquesta de Múrsiya, Gharnata (Granada) i Manurqa resten com els darrers reductes musulmans de l'Àndalus.
Amb la mort de Jaume I el 1276, els drets de Manurqa quedaren assignats a l'herència de Jaume II de Mallorca.
Saïd ibn al-Hàkam morí el 1282 a Madínat Manurqa i fou succeït pel seu fill, Abu-Úmar ibn Saïd, últim arrais de l'illa.